# センチメンタルサマー
「センチメンタルサマー」は、日本のフォークデュオ・遊吟のインディーズ4作目のシングル。

## 概要
- 本作より全国流通での販売となる。

## 収録曲
1. センチメンタルサマー
2. ばかおとこ
3. WATER

## 楽曲の収録アルバム
- Days (#2)